# Domek na prerii

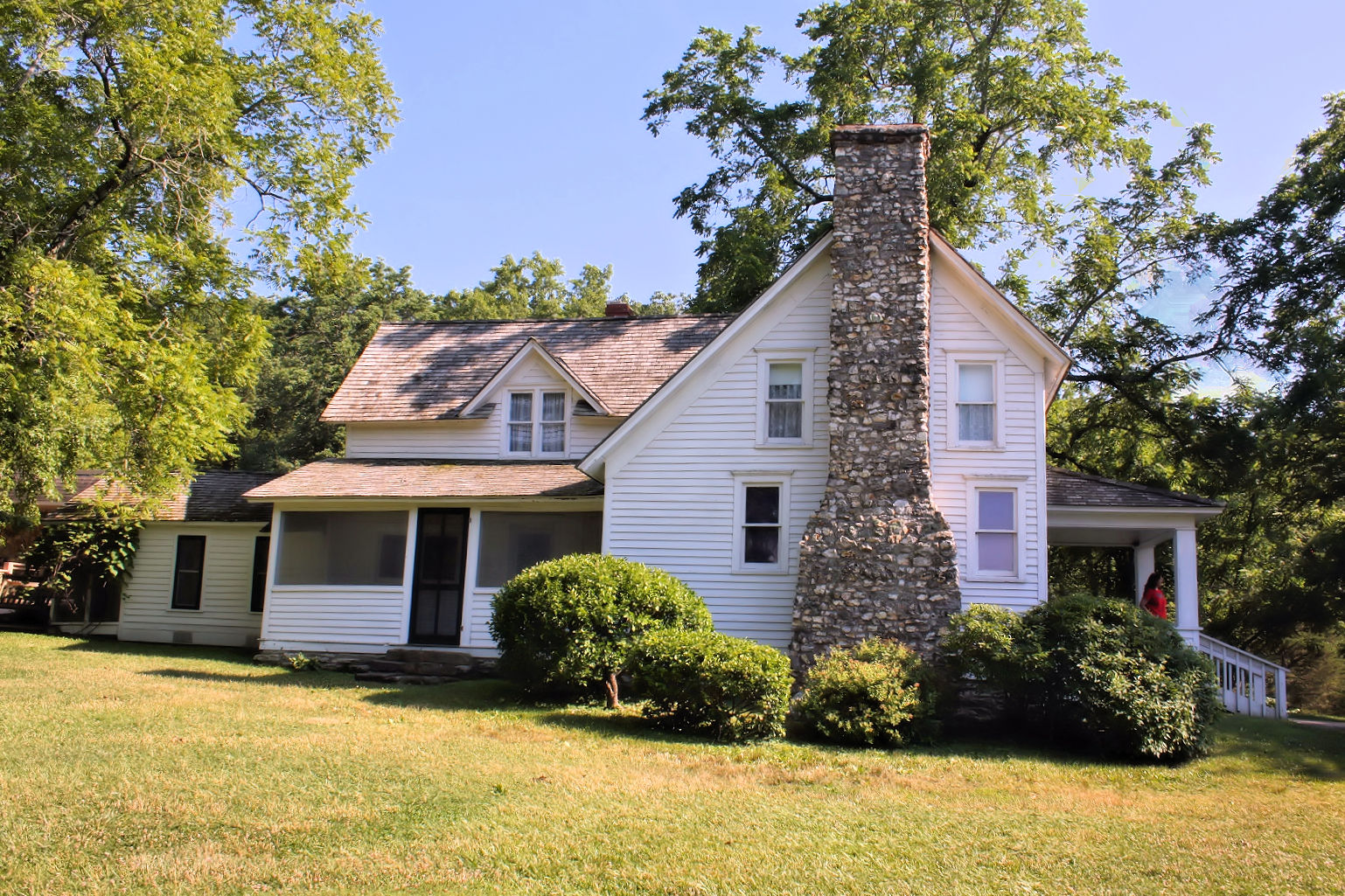
Skalista Farma koło Mansfield (Missouri); dom autorki, w którym powstał cykl „Domek na prerii”, a zarazem muzeum jej poświęcone

Domek na prerii (ang. Little House on the Prairie) – powszechnie stosowana nazwa dla książkowej serii Domek (Little House), Laury Ingalls Wilder, fabularyzowanej autobiografii, w której opisała ona swoje dzieciństwo i wczesną młodość, spędzone na podróżach przez prerie XIX-wiecznej Ameryki. Jest to zarazem tytuł trzeciej z książek się na niego składających.
Utwory te po czasy współczesne cieszą się popularnością, na której bazie rozwija się bogaty rynek gadżetów i wydawnictw pochodnych. Powstały liczne prequele i sequele (autorstwa innych pisarzy), opowiadające o przygodach Laury córki, matki, babki i prababki, książka o samej Laurze (midquel; opisująca lata, pominięte w oryginalnej serii), jak również kolorowo ilustrowane skrócone wydania dziecięce, biografie, analizy itp. Wszystkie te dzieła określa się również wspólną nazwą Domek na prerii. Powstały również różne adaptacje filmowe.

## Książki
Na pomysł spisania przez wspomnień z dzieciństwa wpadła córka autorki; pisarka Rose Wilder Lane, która wspierała i wspomagała później matkę podczas całego procesu twórczego. Pierwotna wersja książek była jednym utworem i nosiła tytuł „Pioneer Girl”. Została jednak odrzucona. Dopiero kolejna – skrócona, ilustrowana i dostosowana do potrzeb młodych czytelników, wstępnie tytułowana „When Grandma was a Little Girl” – została zaakceptowana i po pewnych przeróbkach wydana jako „Mały domek w Wielkich Lasach”. Dało to początek całej serii, którą zakończył tom „Szczęśliwe lata”, w którym osiemnastoletnia Laura poślubia Almanza Wildera.
Cztery ostatnie książki zostały znalezione po śmierci Laury w 1957 roku. Ostatnia z nich wydana została dopiero w 2006 roku.
- 1932 – „Mały domek w Wielkich Lasach” (Little House in the Big Woods)
- 1933 – „Mały farmer” (Farmer Boy)
- 1935 – „Domek na prerii” (Little House on the Prairie)
- 1937 – „Nad Śliwkowym Strumieniem” (On the Banks of Plum Creek)
- 1939 – „Nad brzegami Srebrnego Jeziora” (By the Shores of Silver Lake)
- 1949 – „Długa zima” (Long Winter)
- 1941 – „Miasteczko na prerii” (Little Town on the Prairie)
- 1943 – „Szczęśliwe lata” (These Happy Golden Years)
- 1962 – „On the Way Home” (Droga do domu)
- 1971 – „Pierwsze cztery lata” (First Four Years)
- 1974 – „West from Home” (Na zachód od domu)
- 2006 – „The Road Back” (Droga powrotna)

Seria „Domek” ukazała się w języku polskim prawdopodobnie tylko jeden raz. Tom pierwszy nakładem wydawnictwa „Nasza Księgarnia”, a pozostałe – „Agencji Kris”. „Domek na prerii”, jako jedyny został wydany dwukrotnie – wbrew zapowiadanemu w ostatnim z polskojęzycznych wydań wznowieniu jeszcze następnych trzech, w nowej szacie graficznej. Tłumaczeniem pierwszej z książek zajęła się Małgorzata Goraj, a pozostałych – Anna Duszyńska.
| Rok  | Tytuły                                                   | ISBN                                                     |
| ---- | -------------------------------------------------------- | -------------------------------------------------------- |
| 1990 | Mały domek w Wielkich Lasach                             | ISBN 83-10-09564-3                                       |
| 1992 | Domek na prerii                                          | ISBN 83-900756-0-1                                       |
| 1993 | Nad Śliwkowym Strumieniem Nad brzegami Srebrnego Jeziora | ISBN 83-900756-1-X ISBN 83-900756-2-8                    |
| 1994 | Mały farmer Długa zima Miasteczko na prerii              | ISBN 83-900756-3-6 ISBN 83-900756-4-4 ISBN 83-900756-5-2 |
| 1995 | Szczęśliwe lata Pierwsze cztery lata                     | ISBN 83-900756-6-0 ISBN 83-900756-8-7                    |
| 1996 | Domek na prerii                                          | ISBN 83-900756-9-5                                       |

## Ekranizacje

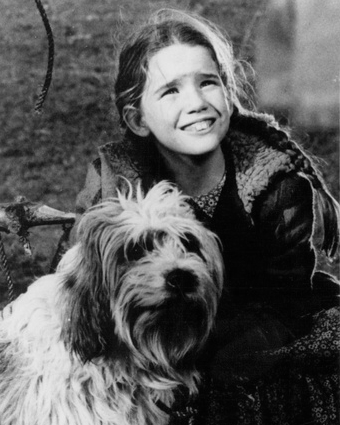
Melissa Gilbert jako Laura Ingalls w 1973 roku

Seria „Domek” została wielokrotnie sfilmowana:
- 1966 – „Jackanory – The Little House in the Big Wood” (serial anim.)
- 1968 – „Jackanory – Farmer Boy” (serial anim.)
- 1974 – „Domek na prerii” (TV) reż. Michael Landon
- 1974–1983 – „Domek na prerii” (serial) reż. Michael Landon i inni
- 1975 – „Laura, The Prairie Girl” (serial anim.)
- 1979 – „Little House Years” (TV) reż. Michael Landon
- 1983 – „Domek na prerii: Spojrzenie w przeszłość” (TV) reż. Michael Landon
- 1983 – „Domek na prerii: Błogosław wszystkim dzieciom” (TV) reż. Michael Landon
- 1984 – „Domek na prerii: Ostatnie pożegnanie” (TV) reż. Michael Landon
- 2000 – „Historia z domku na prerii” (TV) reż. Marcus Cole
- 2001 – „Ciąg dalszy historii domku na prerii” (TV) reż. Marcus Cole
- 2005 – „Little House on the Prairie” (miniserial) reż. David L. Cunningham
- 2007 – „Little House on the Prairie” (musical) reż. Francesca Zambello

W wersji musicalowej, wystawianej od 2007 roku, w roli Charlesa i Caroline Ingallsów wystąpili Patrick Swayze (zastąpiony później przez Steva Blancharda) i Melissa Gilbert.
W Polsce serial „Domek na prerii” (wraz z niektórymi towarzyszącymi mu filmami fabularnymi) oraz obie części filmu telewizyjnego „Historii domku na prerii” kilkakrotnie emitowały rozmaite stacje telewizyjne (serial: TVP, Polsat 2, TV Puls, Dla Ciebie, TVS i TNT / Warner TV, Stopklatka, AXN White, filmy: TVN7, Hallmark, TVP1 i CBS Drama).
W USA i krajach Europy Zachodniej, odcinki serialu były wydawane na kasetach VHS i płytach DVD (również w boxach). W Polsce, na wiosnę 1993, ukazał się na kasetach video odcinek pilotażowy, w drugiej połowie marca 2008 pakiet DVD z odcinkami 1 sezonu, a 12 marca 2009 w tej samej formie – seria 2.
W 2016 roku pojawiła się zapowiedź nowej ekranizacji, w wykonaniu wytwórni Paramount Pictures.